# Austroslavizam
Austroslavizam označava političku koncepciju rješenja slavenskog problema u Austrijskoj, odnosno Austro-Ugarskoj Monarhiji.  Austroslavističku ideju, kao protutežu panslavizmu je prvi izložio Karel Havlíček Borovský 1846. god., da bi ubrzo potom češki političar František Palacký razvio austroslavizam kao koherentan politički program. 
Austroslavizam su djelomično podržali i drugi slavenski narodi u Austrijskom Carstvu. Jedan od prijedloga teritorijalnog preustroja Austro-Ugarske bio je i onaj Aurela Popovicia, koji je predlagao federalizaciju države pod nazivom Ujedinjene Države Velike Austrije.
Habsburška Monarhija je nakon Proljeća naroda 1848. – 1849. odlučila krenuti drugim putem u rješavanju nacionalnog pitanja, te je uveden kruti Bachov apsolutizam, s pokušajem germanizacije i svođenja etničkih identiteta na pojavu bez političkog značaja: kada se taj pokušaj izlaska na kraj s nacionalizmom toga doba pokazao neuspješnim, pristupilo se dogovoru s najsnažnijim od njih, te je došlo do sklapanja Austro-ugarske nagodbe 1867. god. - koja će doista zadovoljiti Mađare, ali će ostaviti nezadovoljnim druge narode u Monarhiji.

## Program
Slovenac Jernej Kopitar (1780. – 1844.) okupio je početkom 19. stoljeća brojne slaviste i djelovao kao suosnivač slavistike unutar Habsburške Monarhije u smislu kulturnog nacionalizma. U skladu s tadašnjim stanjem, sagledavalo se pitanje jezičnog identiteta kao najvažnije pitanje nacionalne samobitnosti. Nastanak političkog austroslavizma 1840-ih godina je u velikoj mjeri oslonjen na lingvistički i kulturni rad Jerneja Kopitara, koji se - s ugledne pozicije upravitelja dvorske knjižnice u Beču i cenzora za slavenske jezike - dopisivao s velikim brojem utjecajnih intelektualaca.
Jernej Kopitar je autoritet za svoj rad temeljio u namještenju na uglednim mjestima na bečkom Dvoru, ali također i na dosluhu s austrijskim redarstvenim vlastima, kojima je redovito podnosio izvješća. Austrijske državne vlasti su bile vrlo zainteresirane za suzbijanje panslavističke ruske propagande, koja je osobito pravoslavno slavensko pučanstvo dovodilo u raskorak s austrijskom državom. Od svoje koncepcije povezivanja Srba i Hrvata u jedinstveni narod, izuzeo je Kopitar hrvatske kajkavce (koje naziva "pseudohrvatima") za koje je predvidio da imaju postati – Slovencima. U svoju suradnju s policijskim vlastima Austrije, uveo je barem na stanovito vrijeme i u stanovitoj mjeri i Vuka Stefanovića Karadžića, koji je prihvatio sve Kopitarove glavne ideje; pa tako i ideju o štokavcima Hrvatima kao "Srbima katolicima" i o kajkavcima Hrvatima kao Slovencima.
Ognjeslav Utješinović Ostrožinski objavio je u Slavenskom jugu 27. X – 5. XI. 1848. nacrt za federalizaciju Monarhije pod naslovom Osnova za savezno preporodjenje cesarovine austrijske po načelu ustavne slobode i narodne naravstvene jednakosti. Utješinović je tu pisao o 10 nacija unutar Monarhije (u izdanju iz 1861. godine piše o sedam nacija) koje bi trebale imati svoje federalne jedinice.
Austroslavizam je zamišljao suradnju slavenskih naroda srednje Europe u okviru Habsburške Monarhije, koja je tada bila pod dominacijom njemačkih elita. Ideja je izrasla u krugovima čeških liberala, kao alternativa proruskom panslavizmu. František Palacký je predlagao federaciju osam nacionalnih regija s istaknutom samoupravom.
Nakon poraza češke revolucije u Pragu u lipnju 1848., program je izgubio na značaju, ali je politički koncept austroslavizma ipak ustrajao sve do raspada Austro-Ugarske 1918. Stjepan Radić 1902. godine u Pragu objavljuje raspravu Slovenská politika v Habsburské Monarchii (hrvatski prijevod pod naslovom Slavenska politika u Habsburškoj monarhiji, objavljen kasnije u "Hrvatska misao", 1905.–06.) zalagao za "Podunavsku federaciju država i naroda", koja bi se trebala sastojati od 5 državnih cjelina – češke, galicijske (poljske), ugarske, hrvatske i njemačke. 
Austroslavizam se ozbiljno bavio mogućnošću zahvaćanja slavenskih područja pod vlašću Turske u sastav Austro-Ugarske, što se manjim dijelom ostvarilo pripojenjem Bosne i Hercegovine: u tu svrhu se radilo na formiranju zajedničkog srpskohrvatskog jezika.
Na području Hrvatske, kao najuglednijeg predstavnika austroslavističke ideje se uglavnom navodi biskupa Josipa Jurja Strossmayera, koji je istomišljenike uspijevao naći i na bečkom dvoru. Također se spominje Dragutina Kušlana, koji je sudjelovao na Prvom sveslavenskom kongresu u Pragu 1849. godine, te Bogoslava Šuleka, koji je postavke austroslavizma učinio osnovnom misli Narodne stranke, koja je 1860-ih i 1870-ih godina bila glavnom snagom u Hrvatskoj politici.  